# 휘베르트 보스

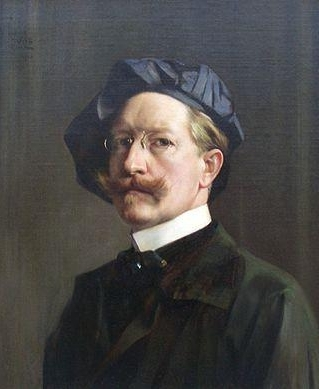
휘베르트 보스가 직접 그린 자신의 초상화

휘베트르 보스(네덜란드어: Hubert Vos, 1855년 ~ 1935년)는 네덜란드의 화가이다.

## 생애
마스트리히트 출신으로 브뤼셀과 파리시에서 공부했다. 파리, 암스테르담, 브뤼셀, 드레스덴, 뮌헨 등에서 전시회를 열었다. 1885년부터 1892년까지는 영국에서 일했다.
1898년에는 하와이섬을 방문하여 하와이 주민들의 모습을 그렸다. 같은 해 조선으로 여행하여 세 장의 그림을 그렸으며, 각 그림을 두 장씩 그려 한 장은 조선에 남겨두고 다른 한 장은 가지고 돌아왔다. 대한제국 고종의 전신 초상화와 고종의 외척이자 고위 관료였던 민상호의 초상화, 그리고 한성부를 묘사한 풍경화이다. 조선에 남은 그림은 덕수궁에 걸려 있다가, 1904년에 화재로 사라졌다.
1905년에 두 번째 세계 여행에 나서, 중국의 서태후 초상화를 처음으로 그린 서양 화가가 되었다. 초상화와 풍경화 외에, 중국 자기 등을 그린 정물화로도 알려져 있다. 1935년에 미국 뉴욕 시에서 사망했다.

## 작품

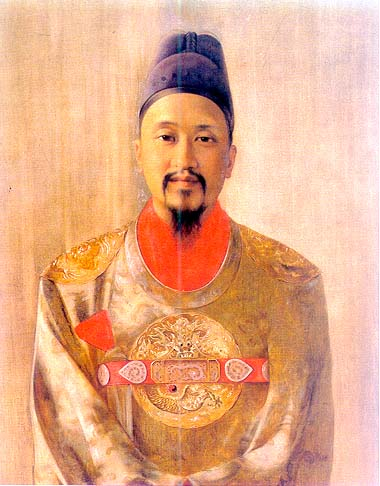
고종 초상화 (1898년)
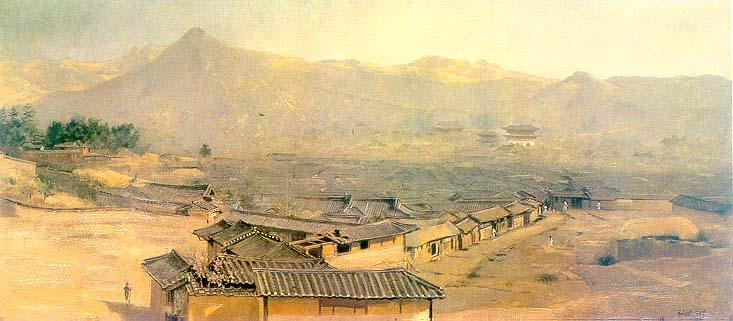
한성 풍경 (1898년)
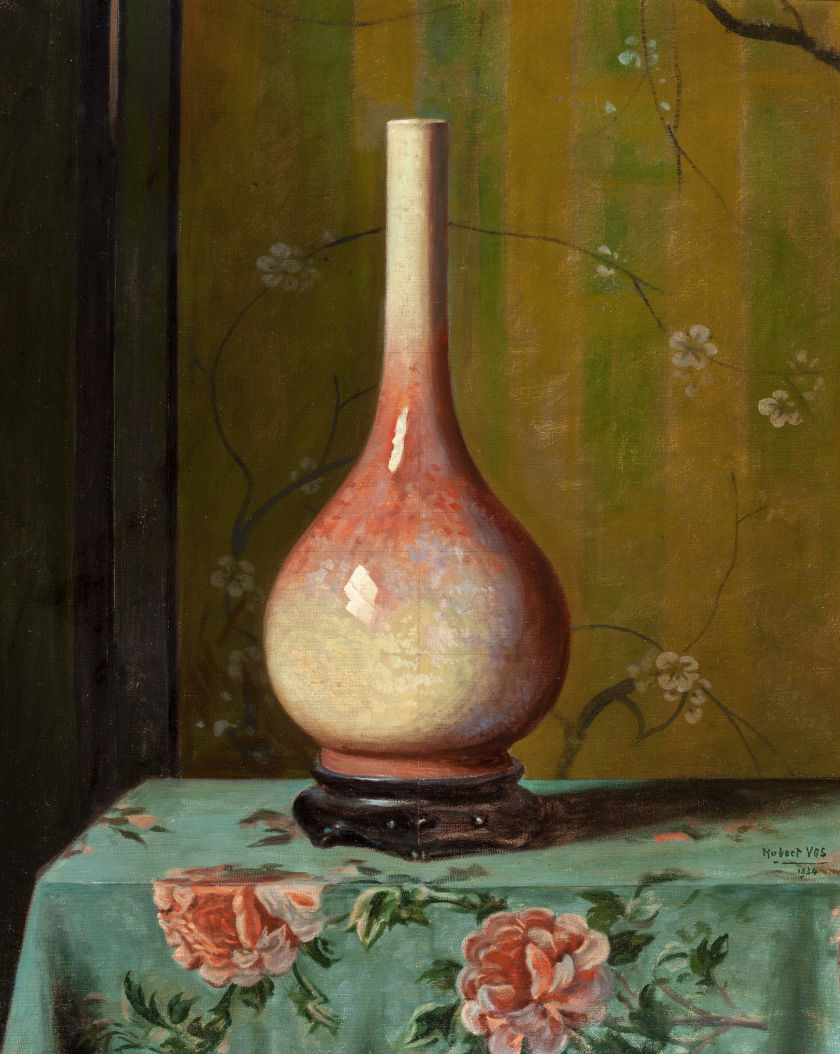
정물화
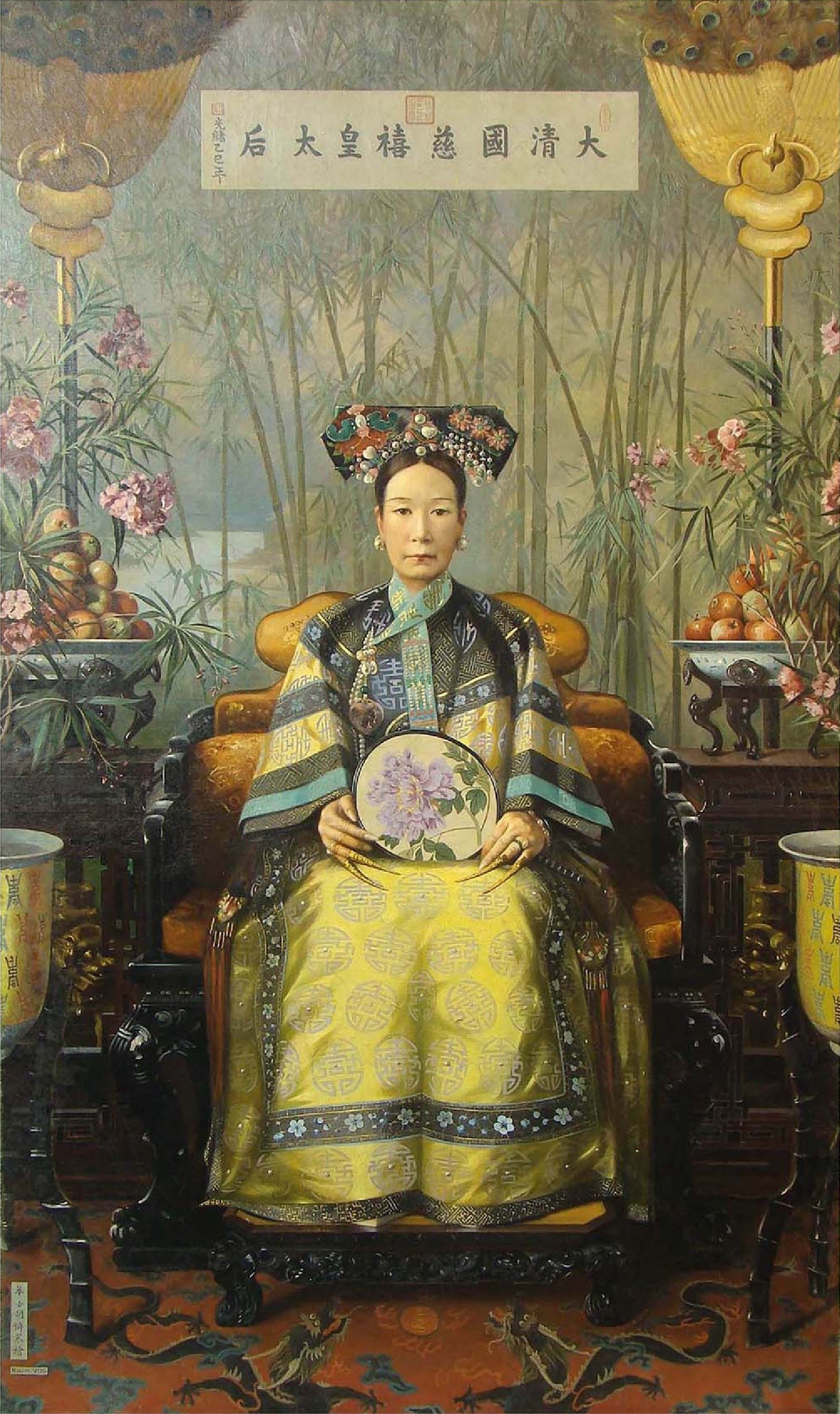
서태후 초상화
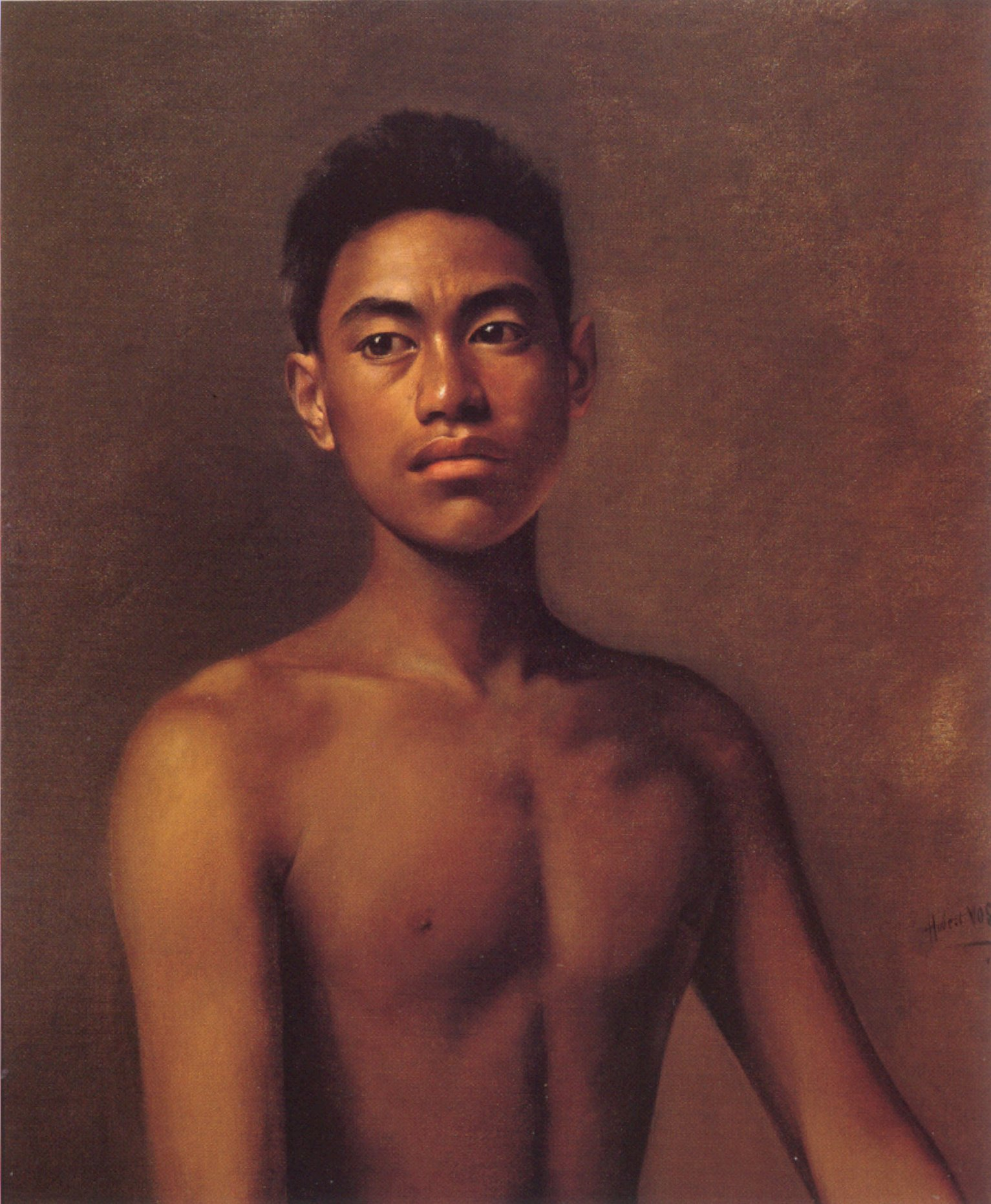
하와이의 어부 소년 이오케파, 유화, 1898년

## 참고자료
- Forbes, David W., "Encounters with Paradise: Views of Hawaii and its People, 1778-1941", Honolulu Academy of Arts, 1992, 220-223.
- Wood, Christopher, "Victorian Painters", 3rd ed., revised, Woodbridge, Suffolk, 1995.